# Cotta (Einheit)
Cotta war ein ostindisches Flächenmaß und es wurde um Kalkutta in Bengalen verwendet. 
Als Cotta oder Codda war es auch ein Zählmaß auf den Malediven und an verschiedenen afrikanischen Küsten liegenden Regionen. Es diente hier als Ersatz für Geldrechnung. Ein Cotta hatte 12.000 Kauri- oder kleine Tigerschnecken (Cypraea tigris) als Menge des Tauschobjektes. Die Kauri-Schnecke entsprach im Kleinhandel der Scheidemünze und war etwa 14 Silbergroschen wert.
Das Flächenmaß hatte diese Werte:
- 1 Cotta = 18 ⅞ Quadratklafter (Wiener) = 23,51 Quadratklafter (Sachsen)
- 20 Cotta = 1 Bigga
- 16 Cotta = 1 Chattaks